# ایوان ماک
ایوان ماک (انگلیسی: Evan Mock؛ زادهٔ ۱۹۹۷) مدل و بازیگر فیلیپینی آمریکایی است.

## زندگی شخصی
ماک زمان خود را بین دو شهر اوآهو و نیویورک تقسیم می‌کند. با وجود بازی در نقش کاراکتری که در مجموعه تلویزیونی دختر سخن‌چین به بررسی تمایلات جنسی خود می‌پردازد، ماک دگرجنس‌گرا است.
 موهای صورتی او به عنوان مشخصه ظاهری او در نظر گرفته شده است.

## فیلم‌شناسی
| سال       | عنوان       | نقش              | توضیحات | منابع |
| --------- | ----------- | ---------------- | ------- | ----- |
| ۲۰۲۱–۲۰۲۳ | دختر سخن‌چین | آکنو «آکی» منزیس |         | [ ۶ ] |
| ۲۰۲۴      | روح         | زی               | ۱ قسمت  |       |

### موزیک ویدئو
| سال  | عنوان               | آرتیست | کارگردان    | منابع |
| ---- | ------------------- | ------ | ----------- | ----- |
| ۲۰۲۴ | «تا آخرش سمی بودیم» | رزی    | رامز سیلیان | [ ۷ ] |